# Ničirenova škola
Ničirenova škola, někdy také Ničirenův buddhismus, (japonsky: 日蓮系諸宗派, Ničiren-kei šo šúha) je pojem, kterým se označuje buddhistický proud založený na učení mnicha Ničirena (1222-1282). Až do 20. století byl tento směr reprezentován prakticky jedinou školou Ničiren šú (v překladu doslova Ničirenova škola). Avšak právě ve 20. století vznikl nový proud Ničiren šóšú (Pravá Ničirenova škola), který se hlásí k jednomu z Ničirenových žáků, Nikkóovi. Takže dnes se spojení Ničirenova škola užívá spíše pro označení všech proudů hlásících se k Ničirenovi (zahrnuje tedy jak Ničiren šú a Ničiren šóšú, tak dále např. školy Sóka Gakkai či Riššó koseikai).